# Ardente (cacciatorpediniere)
L’Ardente è stato un cacciatorpediniere della Regia Marina.

## Storia
All'entrata dell'Italia nella prima guerra mondiale l’Ardente faceva parte, con i cacciatorpediniere Audace, Animoso, Ardito e Francesco Nullo, della I Squadriglia Cacciatorpediniere, di base a Brindisi. Comandava l'unità il capitano di corvetta Di Loreto.
Il 9 giugno 1915 l'unità scortò, insieme ai cacciatorpediniere Indomito, Intrepido, Impetuoso, Irrequieto, Insidioso, Animoso, Ardito, Audace ed all'esploratore Quarto, gli incrociatori corazzati Giuseppe Garibaldi e Vettor Pisani, partecipando al bombardamento dei fari di Capo Rodoni e San Giovanni di Medua.
L'11 luglio l’Ardente, l’Audace, l’Animoso e l’Ardito scortarono l'esploratore Quarto e sbarcarono le avanguardie delle truppe destinate a sbarcare ed occupare l'isola di Pelagosa, operazione cui parteciparono anche l'incrociatore ausiliario Città di Palermo, l'esploratore Marsala, il cacciatorpediniere Strale e le torpediniere Clio, Cassiopea, Calliope, Airone, Astore ed Arpia e che si svolse senza intoppi (l'unico presidio dell'isola era composto da due segnalatori, che si nascosero per poi arrendersi).
Alle 4 del mattino del 17 luglio la nave, insieme agli incrociatori corazzati Garibaldi, Varese e Vettor Pisani, ai cacciatorpediniere Ardito e Strale ed alle torpediniere Airone, Astore, Arpia, Alcione, Clio, Calliope, Centauro e Cigno, prese parte al bombardamento della ferrovia Ragusa-Cattaro. La missione fu interrotta in seguito all'avvistamento – da parte del Vettor Pisani, alle 4.25 – di un sommergibile nemico; alle 4.40, mentre rientrava a Brindisi, la formazione fu ugualmente attaccata dal sommergibile U 4 che silurò ed affondò il Garibaldi.
Il 3 agosto 1916 l’Ardente (comandante Tagliavia) salpò insieme al cacciatorpediniere Giuseppe Cesare Abba per supportare un attacco di 9 aerei contro Durazzo, ma durante la navigazione le due navi furono dirottate su Molfetta, attaccata dai cacciatorpediniere Wildfang e Warasdiner appoggiati dall'incrociatore Aspern e dalle torpediniere TB 80 e TB 85. L’Ardente fu colto da un'avaria e dovette aggregarsi alla squadriglia cacciatorpediniere francese «Bory», partita successivamente a rinforzo dell’Abba. Il successivo scontro fu inconclusivo.
L'11 dicembre 1916, alle nove di sera, il cacciatorpediniere, insieme al capoclasse Indomito, lasciò Valona per scortare in Italia la corazzata Regina Margherita, ma poco dopo la partenza la grande nave da battaglia urtò due mine ed affondò capovolgendosi in soli sette minuti, a meno di due miglia dal porto albanese. Dell'equipaggio della corazzata poterono essere salvati solo 275 uomini, mentre ne scomparvero in mare 674.
L'11 maggio 1917 salpò da Venezia insieme ai cacciatorpediniere Audace, Ardito, Animoso ed Abba, per intercettare un gruppo di siluranti austroungariche (cacciatorpediniere Csikos e torpediniere 78 T, 93 T e 96 T) che fu avvistato alle 15.30, a circa 10.000 di distanza; essendo però le due formazioni frattanto giunte non distante da Pola, importante base navale austroungarica, le unità italiane ripiegarono e rientrarono a Venezia.
Nella notte tra il 13 ed il 14 agosto del medesimo anno la nave lasciò Venezia unitamente ai cacciatorpediniere Audace, Animoso, Abba, Vincenzo Giordano Orsini, Giovanni Acerbi, Giuseppe Sirtori, Francesco Stocco, Carabiniere e Pontiere per scontrarsi con un gruppo di navi nemiche – cacciatorpediniere Streiter, Reka, Velebit, Sharfschutze e Dinara e 6 torpediniere – che avevano appoggiato un'incursione aerea contro la piazzaforte veneta; tuttavia solo l’Orsini riuscì ad avere un breve e fugace contatto con le navi austriache.
Il 29 settembre 1917 la nave uscì in mare assieme ad Audace ed Ardito e ad una seconda formazione (esploratore Sparviero, cacciatorpediniere Abba, Acerbi, Stocco ed Orsini) a supporto di un bombardamento effettuato da 10 aerei contro Pola. La formazione italiana ebbe poi un breve scontro serale con una austro-ungarica (cacciatorpediniere Turul, Velebit, Huszar e Streiter e 4 torpediniere), senza conseguire risultati di rilievo.
Il 16 novembre dello stesso anno fu inviato, insieme ad Orsini, Acerbi, Stocco, Animoso, Abba ed Audace, a contrasto del bombardamento effettuato dalle corazzate austroungariche Wien e Budapest contro le batterie d’artiglieria e le linee italiane di quella località: i cacciatorpediniere supportarono l'attacco dei MAS 13 e 15 che, insieme a quelli di aerei e dei sommergibili F 11 ed F 13, contribuì a disturbare l'azione nemica, sino al ritiro delle due corazzate.
Il 18 novembre dello stesso anno Ardente, Abba, Animoso ed Audace bombardarono le linee austriache tra Caorle e Revedoli.
Il 28 novembre Animoso, Ardente, Ardito, Abba, Audace, Orsini, Acerbi, Sirtori e Stocco, insieme agli esploratori Aquila e Sparviero, partirono da Venezia e, insieme ad alcuni idrovolanti di ricognizione, inseguirono una formazione austriaca, composta dai cacciatorpediniere Dikla, Streiter ed Huszar e da quattro torpediniere, che aveva bombardato la ferrovia nei pressi della foce del Metauro. Le navi italiane dovettero rinunciare all'inseguimento allorché giunsero nei pressi di Capo Promontore, troppo vicino a Pola.
Il 10 maggio 1918 la nave fu inviata a Porto Levante insieme ad Aquila, Acerbi, Sirtori, Stocco ed Ardito per fornire eventuale appoggio all'incursione di MAS divenuta poi nota come beffa di Buccari.
Nel dopoguerra l’Ardente fu sottoposto a lavori di modifica al termine dei quali l'armamento risultò composto da 5 cannoni da 102 mm, uno da 40 mm e 4 tubi lanciasiluri da 450 mm.
Nel 1929 la nave fu declassata a torpediniera.
Radiata nel 1937, fu avviata alla demolizione.